# Guerra de Cargil
A Guerra de Cargil (em hindi: करगिल युद्ध; romaniz.: kargil yuddh; em urdu: کارگل جنگ; romaniz.: kargil jang), também conhecida como o Conflito de Cargil, foi um conflito armado entre a Índia e o Paquistão, que ocorreu entre 3 de maio e julho de 1999 no distrito de Cargil na Caxemira, e em outros lugares ao longo da linha de controle. O conflito também é conhecido como Operação Vijay (vitória em hindi), que era o nome da operação indiana para retomar o setor de Cargil.
A causa da guerra foi a infiltração de soldados paquistaneses e militantes da Caxemira em posições no lado indiano da linha de controle, que serve como a fronteira de facto entre os dois países. Durante as fases iniciais da guerra, o Paquistão responsabilizou os combates totalmente nos insurgentes independentes da Caxemira, porém documentos deixados para trás por vítimas e declarações posteriores do primeiro-ministro do Paquistão e o Chefe do Estado-Maior do Exército, revelaram o envolvimento de forças paramilitares do Paquistão, lideradas pelo general Ashraf Rashid. O Exército da Índia, mais tarde, apoiado pela Força Aérea, recapturou a maioria das posições no lado indiano da linha de controle, infiltradas pelas tropas paquistanesas e militantes. Com a oposição diplomática internacional, as forças paquistanesas se retiraram das posições indianas restantes ao longo da linha de controle.
A guerra é um dos exemplos mais recentes de combates de grande altitude em terreno montanhoso, o que representava sérios problemas de logística para os dois lados combatentes. Esta foi a segunda guerra terrestre direta entre os dois países após ambos desenvolverem armas nucleares.